# Gatões (Montemor-o-Velho)
Gatões é uma povoação portuguesa do Município de Montemor-o-Velho que foi sede da extinta Freguesia de Gatões, freguesia que tinha 5,65 km² de área e 516 habitantes (2011), e, por isso, uma densidade populacional de 91,3 hab/km².
A Freguesia de Gatões foi extinta (agregada) pela reorganização administrativa de 2013, tendo o seu território sido agregado ao da Freguesia de Montemor-o-Velho para criar a Freguesia de Montemor-o-Velho e Gatões.
Situava-se na parte norte do município e dista 6 km da sede deste. É servida por estradas e nas proximidades encontra-se a estação de Santana, da linha de caminho-de-ferro da Beira Alta.

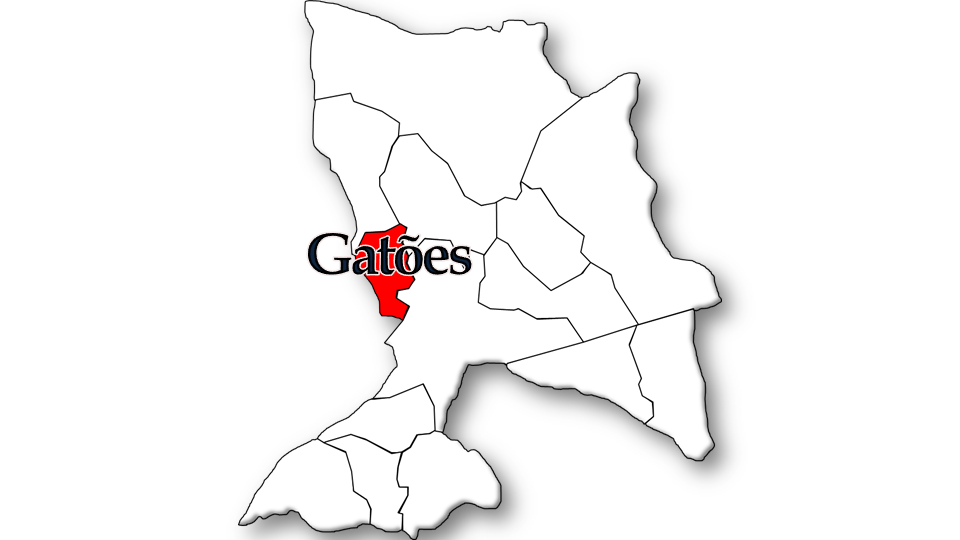
Localização no Município de Montemor-o-Velho

## População
| População da freguesia de Gatões | População da freguesia de Gatões | População da freguesia de Gatões | População da freguesia de Gatões | População da freguesia de Gatões | População da freguesia de Gatões | População da freguesia de Gatões | População da freguesia de Gatões | População da freguesia de Gatões | População da freguesia de Gatões | População da freguesia de Gatões | População da freguesia de Gatões | População da freguesia de Gatões | População da freguesia de Gatões | População da freguesia de Gatões |
| -------------------------------- | -------------------------------- | -------------------------------- | -------------------------------- | -------------------------------- | -------------------------------- | -------------------------------- | -------------------------------- | -------------------------------- | -------------------------------- | -------------------------------- | -------------------------------- | -------------------------------- | -------------------------------- | -------------------------------- |
| 1864                             | 1878                             | 1890                             | 1900                             | 1911                             | 1920                             | 1930                             | 1940                             | 1950                             | 1960                             | 1970                             | 1981                             | 1991                             | 2001                             | 2011                             |
| 276                              | 303                              | 380                              | 337                              |                                  |                                  |                                  | 457                              | 767                              | 765                              | 692                              | 630                              | 585                              | 541                              | 516                              |

	649

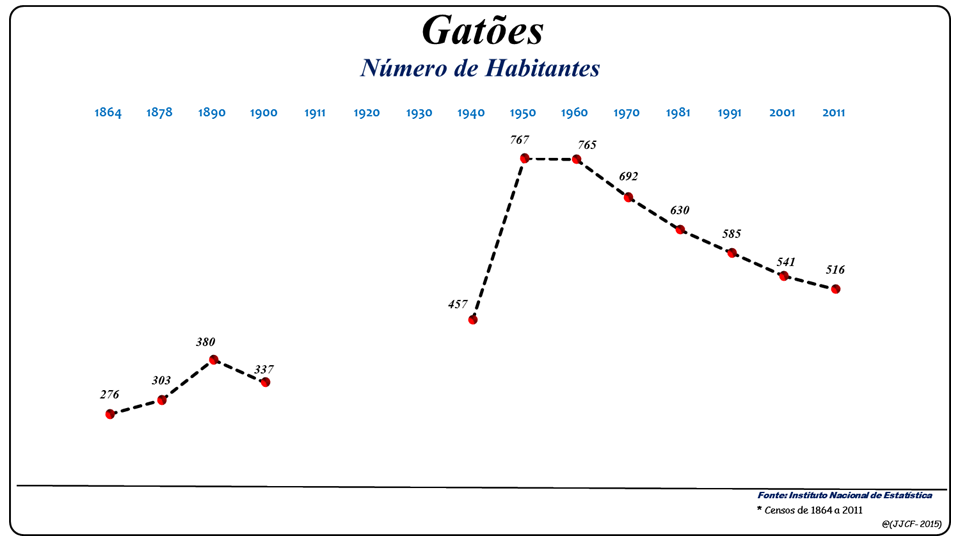
Evolução da População (1864 / 2011)

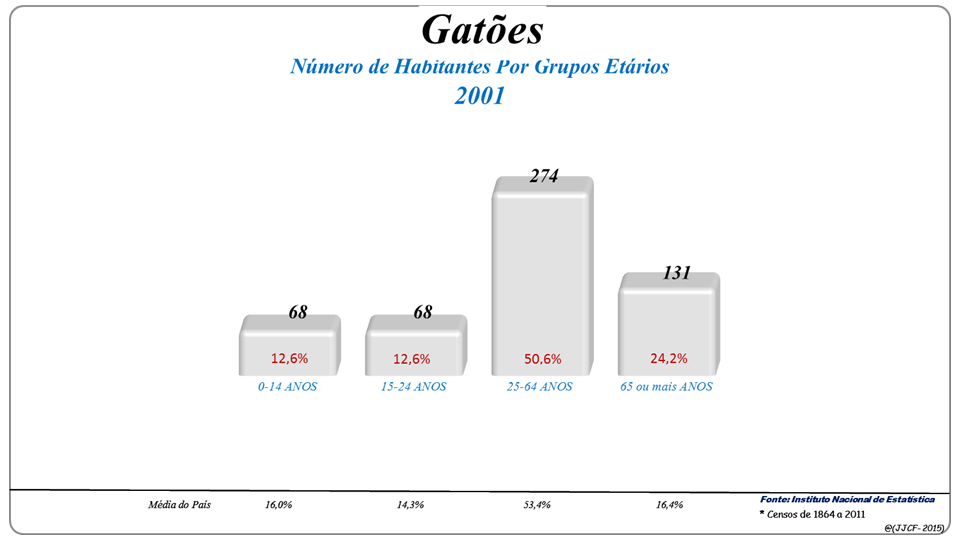
Grupos Etários (2001 e 2011)

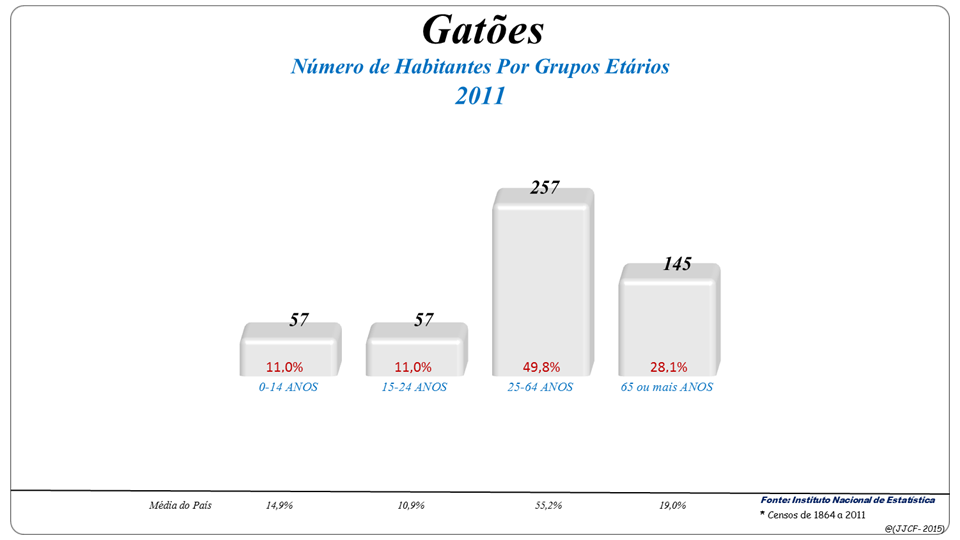
Grupos Etários (2001 e 2011)

Nos censos de 1911 a 1930 estava anexada à freguesia de Seixo de Gatões. Pelo decreto-lei nº 27.424, de 31/12/1936, passaram a constituir freguesias autónomas (Fonte: INE)

## História
A povoação de Gatões é anterior à nacionalidade e no século XI aparece designada por «Gatones». As suas terras pertenceram à Coroa, aos bispos e freiras de Santa Clara de Coimbra.
No século XVIII a referência a Gatões aparece ligada a um conjunto de lugares e apenas em 1936, com a divisão da freguesia do Seixo, se forma a freguesia de Gatões (cujos limites são fixados em 1944) e se atribui o nome de Seixo de Gatões à outrora vila do Seixo.

## Povoações da Freguesia de Gatões
Casal do Jagaz, Casal de Nossa Senhora, Casal de S. João, Gatões, São Jorge, Serrinha, Vale Grande.

## Património cultural e edificado
De entre os vários monumentos na freguesia merecem destaque: 
- Igreja de Nossa Senhora das Virtudes (matriz), com a sua imagem da Virgem com o Menino
- Escultura da oficina de João de Ruão
- Capela de S. Jorge, em Casal de S. Jorge
- Cruzeiro quinhentista do Adro e do Arneiro.